# 皮基夫
49°33′45″N 28°16′44″E / 49.56250°N 28.27889°E
皮基夫（烏克蘭語：Пиків），是烏克蘭的村落，位於該國西南部文尼察州，由赫米利尼克區負責管轄，始建於1590年，面積27.16平方公里，海拔高度252米，2001年人口1,954。